# Persone di nome Johnny
| Questa pagina contiene informazioni ricavate automaticamente dalle voci biografiche con l'ausilio del template Bio e di un bot. L'aggiornamento è periodico e automatico e ricostruisce completamente la pagina. Se manca una persona in questa lista, sei pregato di non aggiungerla, ma accertati piuttosto che la sua voce biografica contenga il template Bio e che i dati anagrafici siano correttamente compilati. Se il template Bio manca, inseriscilo tu stesso o, in alternativa, metti l'avviso {{tmp\|Bio}} che ne segnala la mancanza. Se i dati riportati sono sbagliati, correggi direttamente la voce biografica; le modifiche saranno visibili in questa lista entro pochi giorni. Per chiarimenti vedi il progetto antroponimi. La lista contiene solo le 152 persone che sono citate nell'enciclopedia e per le quali è stato implementato correttamente il template Bio. Pagina aggiornata al 6 ago 2025. |

Questa è una lista di persone presenti nell'enciclopedia che hanno il nome Johnny, suddivise per attività principale.

## Allenatori di calcio(7)
- Johnny Cochrane, allenatore di calcio scozzese (Paisley)
- Johnny Hancocks, allenatore di calcio e calciatore inglese (Oakengates, n. 1919 - Oakengates, † 1994)
- Johnny Jansen, allenatore di calcio e ex calciatore olandese (Heerenveen, n. 1975)
- Johnny Mølby, allenatore di calcio e ex calciatore danese (Kolding, n. 1969)
- Johnny Newman, allenatore di calcio e ex calciatore inglese (Hereford, n. 1933)
- Johnny Petersen, allenatore di calcio e ex calciatore danese (Brande, n. 1947)
- Johnny Vegas, allenatore di calcio e ex calciatore peruviano (Huancayo, n. 1976)

## Artisti(1)
- Johnny Eck, artista e attore statunitense (Baltimora, n. 1911 - Baltimora, † 1991)

## Artisti marziali(1)
- Johnny Yong Bosch, artista marziale, attore e doppiatore statunitense (Kansas City, n. 1976)

## Artisti marziali misti(1)
- Johnny Eduardo, artista marziale misto brasiliano (Rio de Janeiro, n. 1978)

## Attori(20)
- Johnny Berchtold, attore statunitense (Hamilton, n. 1994)
- Johnny Butt, attore inglese (Bradford, n. 1870 - Londra, † 1930)
- Johnny Depp, attore, regista e produttore cinematografico statunitense (Owensboro, n. 1963)
- Johnny Galecki, attore e regista statunitense (Bree, n. 1975)
- Johnny Ray Gill, attore statunitense (Portland, n. 1985)
- Johnny Harris, attore britannico (Lambeth, n. 1965)
- Johnny Hines, attore, regista e sceneggiatore statunitense (Golden, n. 1895 - Los Angeles, † 1970)
- Johnny Kastl, attore statunitense
- Johnny Lever, attore e comico indiano (Kanigiri, n. 1950)
- Johnny Lewis, attore statunitense (Los Angeles, n. 1983 - Los Angeles, † 2012)
- Johnny Messner, attore statunitense (Syracuse, n. 1970)
- Johnny A. Sanchez, attore e comico statunitense (Los Angeles, n. 1982)
- Johnny Sheffield, attore statunitense (Pasadena, n. 1931 - Chula Vista, † 2010)
- Johnny Simmons, attore statunitense (Montgomery, n. 1986)
- Johnny Stewart, attore e cantante statunitense (Brooklyn, n. 1934)
- Johnny Strong, attore, musicista e artista marziale statunitense (Los Angeles, n. 1974)
- Johnny Walker, attore indiano (Indore, n. 1926 - Mumbai, † 2003)
- Wayne and Shuster, attore e comico canadese (n. 1918 - † 1990)
- Johnny Whitworth, attore e produttore cinematografico statunitense (Charleston, n. 1975)
- Johnny Yan, attore, cantante e cestista taiwanese (Taiwan, n. 1978)

## Attori pornografici(3)
- Johnny Castle, attore pornografico statunitense (Pennsylvania, n. 1980)
- Johnny Hazzard, attore pornografico e modello statunitense (Cleveland, n. 1977)
- Johnny Rapid, attore pornografico statunitense (Conyers, n. 1992)

## Attrici(1)
- Johnny Sequoyah, attrice statunitense (Boise, n. 2002)

## Bassisti(4)
- Johnny Araya, bassista statunitense (Los Angeles, n. 1969)
- Johnny Colt, bassista statunitense (Cherry Point, n. 1966)
- Johnny Lee Middleton, bassista statunitense (St. Petersburg, n. 1963)
- Johnny Rod, bassista statunitense (n. 1957)

## Batteristi(2)
- Johnny Dee, batterista statunitense (Filadelfia, n. 1964)
- Johnny Kelly, batterista statunitense (Brooklyn, n. 1968)

## Calciatori(30)
- Johnny Acosta, calciatore costaricano (Quesada, n. 1983)
- Johnny Arnold, calciatore e crickettista inglese (Cowley, n. 1907 - Southampton, † 1984)
- Johnny Brooks, calciatore inglese (Reading, n. 1931 - Bournemouth, † 2016)
- Johnny Crossan, ex calciatore nordirlandese (Derry, n. 1938)
- Johnny Descolines, ex calciatore haitiano (Port-au-Prince, n. 1974)
- Johnny Dixon, calciatore inglese (Newcastle upon Tyne, n. 1923 - Birmingham, † 2009)
- Johnny Duncan, calciatore e allenatore di calcio scozzese (Fife, n. 1896 - Leicester, † 1966)
- Johnny Dusbaba, ex calciatore olandese (L'Aia, n. 1956)
- Johnny Ekström, ex calciatore svedese (Örgryte, n. 1965)
- Johnny Hall, calciatore samoano (n. 1991)
- Johnny Hansen, ex calciatore danese (Vejle, n. 1943)
- Johnny Hansen, ex calciatore danese (Odense, n. 1966)
- Johnny Helgesen, calciatore norvegese (Halden, n. 1897 - Halden, † 1964)
- Johnny Herrera, ex calciatore cileno (Angol, n. 1981)
- Johnny Jameson, ex calciatore nordirlandese (Belfast, n. 1958)
- Johnny Johnson, calciatore inglese (Hazel Grove, n. 1921 - Kent, † 2003)
- Johnny Kenny, calciatore irlandese (Riverstown, n. 2003)
- Johnny Leoni, ex calciatore svizzero (Sion, n. 1984)
- Johnny Leverón, calciatore honduregno (Yoro, n. 1990)
- Johnny León, ex calciatore ecuadoriano (Cuenca, n. 1969)
- Johnny Marajo, calciatore francese (n. 1993)
- Johnny Menyongar, ex calciatore liberiano (Monrovia, n. 1979)
- Johnny Moore, ex calciatore scozzese (Glasgow, n. 1947)
- Johnny Palacios, calciatore honduregno (La Ceiba, n. 1986)
- Johnny Russell, calciatore scozzese (Glasgow, n. 1990)
- Johnny Szlykowicz, ex calciatore francese (Beaune, n. 1980)
- Johnny Thomsen, calciatore danese (Fredericia, n. 1982)
- Johnny Villarroel, ex calciatore boliviano (Cochabamba, n. 1968)
- Johnny Watkiss, ex calciatore australiano (n. 1941)
- Johnny Woodly, calciatore costaricano (San José, n. 1980)

## Cantanti(11)
- Johnny Adams, cantante statunitense (New Orleans, n. 1932 - Baton Rouge, † 1998)
- Johnny Gioeli, cantante statunitense (Brooklyn, n. 1967)
- Johnny Horton, cantante statunitense (Los Angeles, n. 1925 - Contea di Milam, † 1960)
- Johnny Mathis, cantante statunitense (Gilmer, n. 1935)
- Johnny Moynihan, cantante e chitarrista irlandese (Dublino)
- Johnny Nash, cantante e attore statunitense (Houston, n. 1940 - Houston, † 2020)
- Johnny Neel, cantante e musicista statunitense (Wilmington, n. 1954 - Wilmington, † 2024)
- Johnny Preston, cantante statunitense (Port Arthur, n. 1939 - Beaumont, † 2011)
- Johnny Solinger, cantante statunitense (Dallas, n. 1965 - † 2021)
- Johnny Thunders, cantante, chitarrista e paroliere statunitense (New York, n. 1952 - New Orleans, † 1991)
- Johnny Tillotson, cantante statunitense (Jacksonville, n. 1938 - Los Angeles, † 2025)

## Cantautori(4)
- Johnny Gill, cantautore statunitense (Washington, n. 1966)
- Johnny Otis, cantautore statunitense (Vallejo, n. 1921 - Los Angeles, † 2012)
- Shuggie Otis, cantautore, polistrumentista e produttore discografico statunitense (Los Angeles, n. 1953)
- Johnny Wakelin, cantautore britannico (Brighton, n. 1939)

## Cestisti(8)
- Johnny Berhanemeskel, cestista canadese (Ottawa, n. 1992)
- Johnny Branch, ex cestista statunitense (Harvey, n. 1968)
- Johnny Cox, ex cestista statunitense (Neon, n. 1936)
- Johnny Dukes, ex cestista statunitense (San Bernardino, n. 1984)
- Johnny Hamilton, cestista trinidadiano (Rio Claro, n. 1994)
- Johnny O'Bryant, cestista statunitense (Cleveland, n. 1993)
- Johnny Phillips, ex cestista statunitense (Fort Worth, n. 1979)
- Johnny Taylor, ex cestista, allenatore di pallacanestro e dirigente sportivo statunitense (Chattanooga, n. 1974)

## Chitarristi(3)
- Johnny Hiland, chitarrista statunitense (Woodland, n. 1975)
- Johnny Monaco, chitarrista e cantante statunitense (Bartlett)
- Johnny "Guitar" Watson, chitarrista e cantante statunitense (Houston, n. 1935 - Yokohama, † 1996)

## Ciclisti su strada(3)
- Johnny Broers, ex ciclista su strada olandese (Maartensdijk, n. 1959)
- Johnny Hoogerland, ex ciclista su strada olandese (Yerseke, n. 1983)
- Johnny Weltz, ex ciclista su strada e dirigente sportivo danese (Copenaghen, n. 1962)

## Clarinettisti(1)
- Johnny Dodds, clarinettista statunitense (Waveland, n. 1892 - Chicago, † 1940)

## Comici(1)
- Johnny Welch, comico, attore e scrittore messicano (Città del Messico, n. 1959)

## Compositori(3)
- Johnny Green, compositore statunitense (New York, n. 1908 - Los Angeles, † 1989)
- Johnny Klimek, compositore e musicista australiano (Melbourne, n. 1962)
- Johnny Marks, compositore e paroliere statunitense (Mount Vernon, n. 1907 - New York City, † 1985)

## Criminali(1)
- Johnny Stompanato, criminale statunitense (Woodstock, n. 1925 - Los Angeles, † 1958)

## Danzatori(1)
- Johnny Vazquez, ballerino messicano (Guadalajara, n. 1979)

## Dirigenti sportivi(1)
- Johnny Hart, dirigente sportivo, allenatore di calcio e calciatore inglese (Golborne, n. 1928 - Warrington, † 2018)

## Disc jockey(2)
- Mastafive, disc jockey, beatmaker e rapper italiano (Poirino, n. 1976)
- Johnny Parker, disc jockey statunitense (Trenton)

## Editori(1)
- Johnny Lombardi, editore e imprenditore canadese (Toronto, n. 1915 - Toronto, † 2002)

## Fumettisti(1)
- Johnny Hart, fumettista statunitense (Endicott, n. 1931 - Nineveh, † 2007)

## Giocatori di baseball(4)
- Johnny Bench, ex giocatore di baseball statunitense (Oklahoma City, n. 1947)
- Johnny Cueto, giocatore di baseball dominicano (San Pedro de Macorís, n. 1986)
- Johnny Damon, ex giocatore di baseball statunitense (Fort Riley, n. 1973)
- Johnny Oates, giocatore di baseball e allenatore di baseball statunitense (Sylva, n. 1946 - Richmond, † 2004)

## Giocatori di calcio a 5(1)
- Johnny Keur, ex giocatore di calcio a 5 olandese (n. 1967)

## Giocatori di football americano(11)
- Johnny Adams, giocatore di football americano statunitense (Akron, n. 1989)
- Johnny Dingle, ex giocatore di football americano statunitense (Miami, n. 1984)
- Johnny Hector, ex giocatore di football americano statunitense (Lafayette, n. 1960)
- Johnny Holland, ex giocatore di football americano e allenatore di football americano statunitense (Bellville, n. 1965)
- Johnny Mitchell, ex giocatore di football americano statunitense (Chicago, n. 1971)
- Johnny Patrick, giocatore di football americano statunitense (n. 1988)
- Johnny Robinson, ex giocatore di football americano statunitense (Delhi, n. 1938)
- Johnny Rodgers, ex giocatore di football americano statunitense (Omaha, n. 1951)
- John Stallworth, ex giocatore di football americano statunitense (Tuscaloosa, n. 1952)
- Johnny White, ex giocatore di football americano statunitense (Asheville, n. 1988)
- Johnny Wilson, giocatore di football americano statunitense (Los Angeles, n. 2001)

## Giocatori di poker(2)
- Johnny Chan, giocatore di poker cinese (Canton, n. 1957)
- Johnny Moss, giocatore di poker statunitense (Marshall, n. 1907 - Odessa, † 1995)

## Giornalisti(1)
- Johnny Most, giornalista statunitense (New York, n. 1923 - Hyannis, † 1993)

## Hockeisti su ghiaccio(1)
- Johnny Kneubuehler, hockeista su ghiaccio svizzero (Reiden, n. 1996)

## Mafiosi(1)
- Johnny Papalia, mafioso canadese (Hamilton, n. 1924 - Hamilton, † 1997)

## Musicisti(1)
- Johnny Clarke, musicista giamaicano (n. 1955)

## Nuotatori(1)
- Johnny Weissmuller, nuotatore, pallanuotista e attore statunitense (Freidorf, n. 1904 - Acapulco, † 1984)

## Pattinatori artistici su ghiaccio(1)
- Johnny Weir, ex pattinatore artistico su ghiaccio statunitense (Coatesville, n. 1984)

## Piloti automobilistici(1)
- Johnny Cecotto Jr., ex pilota automobilistico venezuelano (Augusta, n. 1989)

## Piloti motociclistici(3)
- Johnny Cecotto, pilota motociclistico e pilota automobilistico venezuelano (Caracas, n. 1956)
- Johnny Lockett, pilota motociclistico britannico (n. 1915 - † 2004)
- Johnny Wickström, pilota motociclistico finlandese (n. 1957)

## Politici(1)
- Johnny Lee Clary, politico, wrestler e predicatore statunitense (Martinez, California, n. 1959 - Baton Rouge, Louisiana, † 2014)

## Pugili(4)
- Johnny Famechon, pugile francese (Parigi, n. 1945 - Melbourne, † 2022)
- Johnny Indrisano, pugile e stuntman statunitense (Boston, n. 1906 - Los Angeles, † 1968)
- Johnny Risko, pugile statunitense (Austria, n. 1902 - † 1953)
- Johnny Saxton, pugile statunitense (Newark, n. 1930 - † 2008)

## Rapper(1)
- Jay Rock, rapper statunitense (Los Angeles, n. 1985)

## Rugbisti a 15(1)
- Johnny O'Connor, rugbista a 15 irlandese (Galway, n. 1982)

## Sassofonisti(2)
- Johnny Griffin, sassofonista statunitense (Chicago, n. 1928 - Availles-Limouzine, † 2008)
- Johnny Hodges, sassofonista statunitense (Cambridge, n. 1907 - New York, † 1970)

## Sciatori alpini(1)
- Johnny Vicari, ex sciatore alpino italiano (n. 1958)

## Scrittori(1)
- Johnny Palomba, scrittore e conduttore radiofonico italiano

## Senza attività specificata(2)
- John Edwards, ex politico statunitense (Seneca, n. 1953)
- Johnny Hyde, statunitense (n. 1895 - Palm Springs, † 1950)